# Transmisión de energía eléctrica

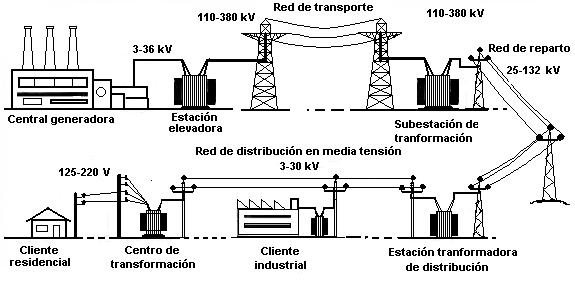
Sistema de suministro eléctrico.

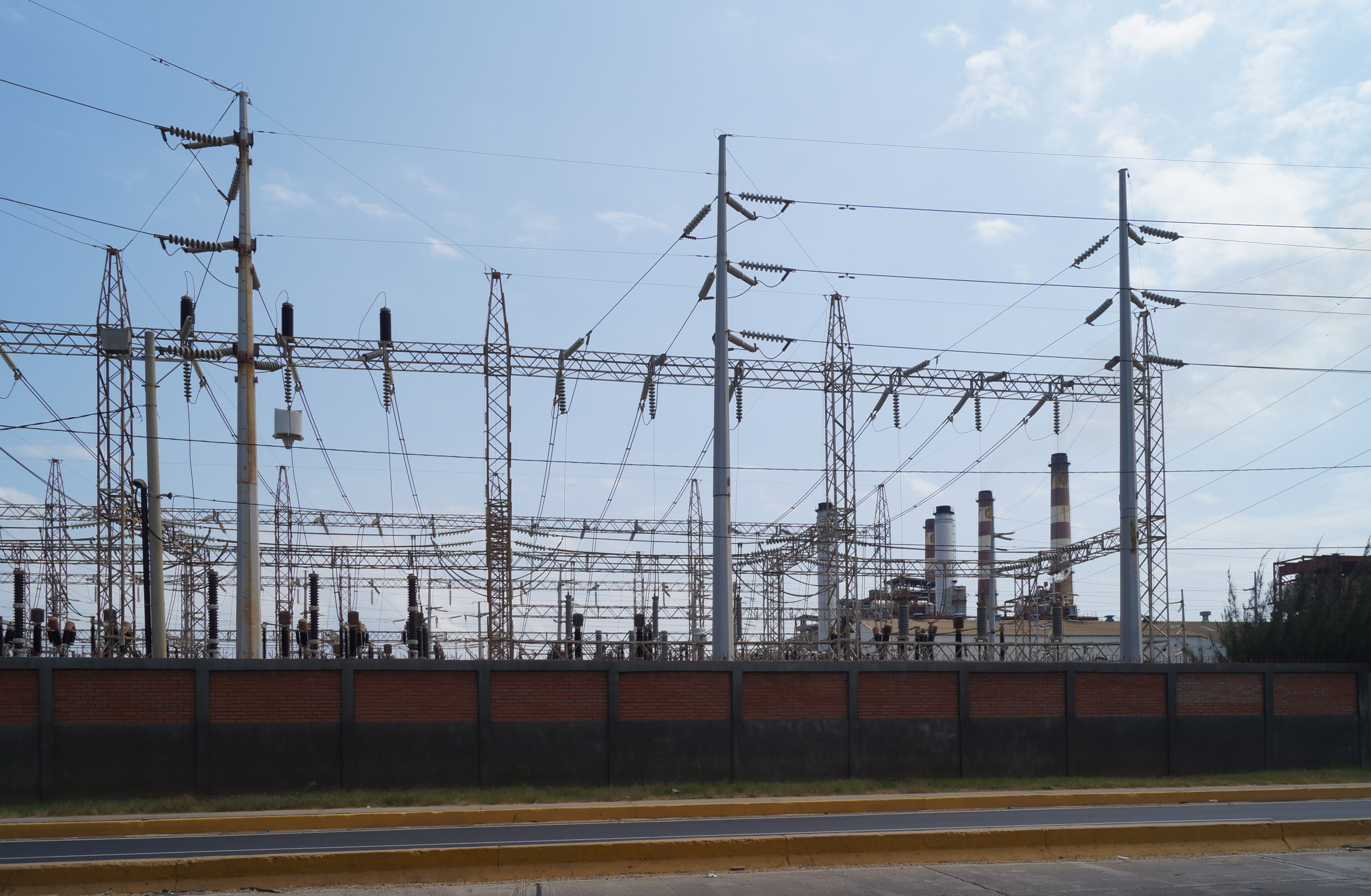
Sistema de suministro eléctrico. Líneas de transmisión.

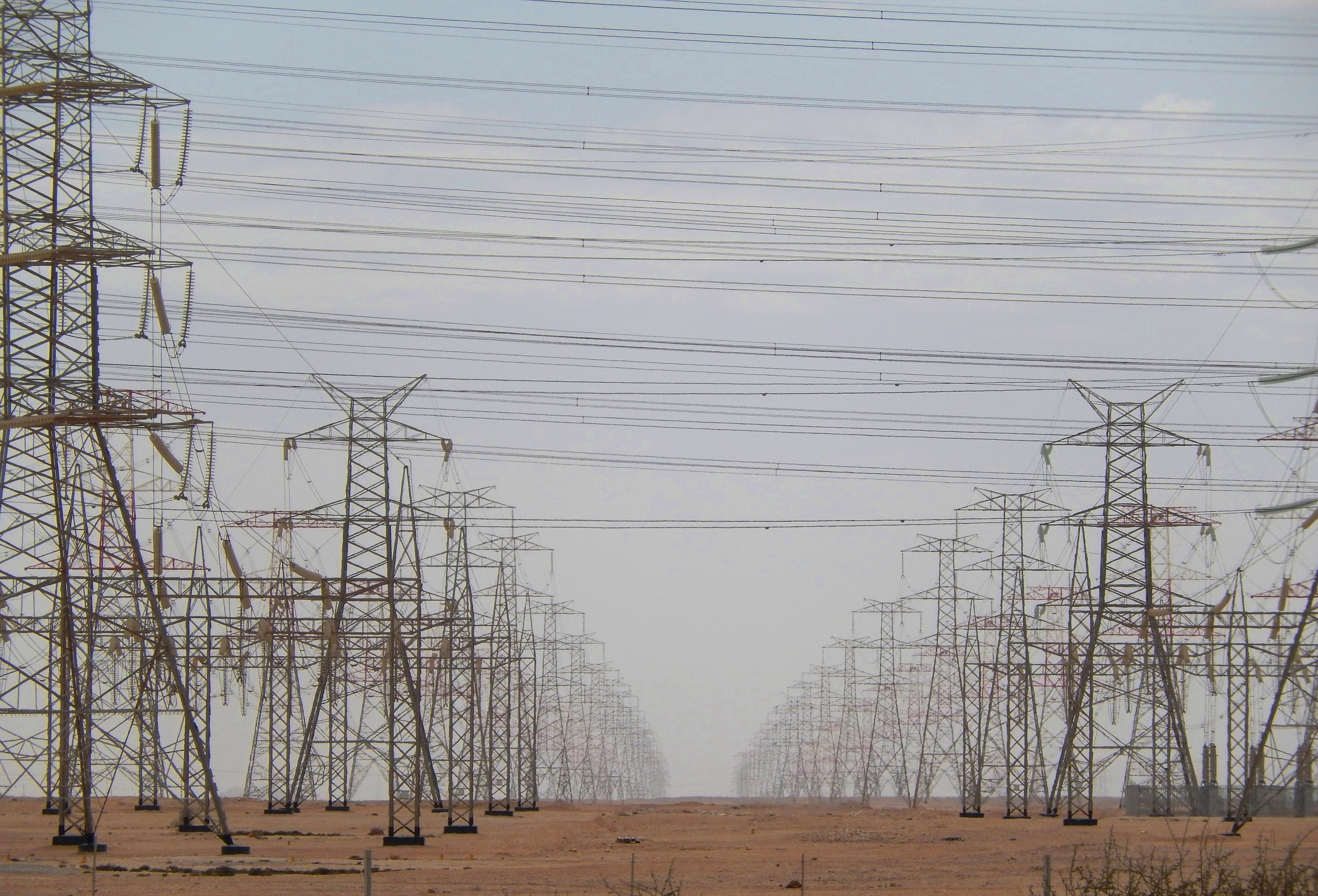
Torres para el transporte de energía eléctrica.

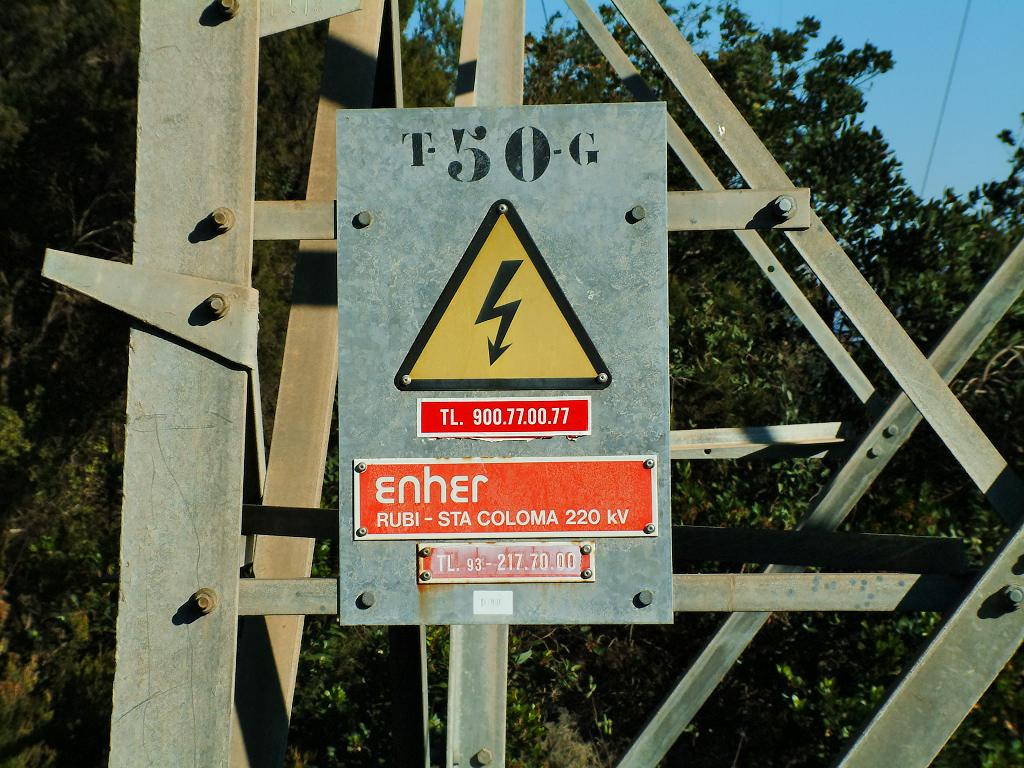
Placa de características.

La red de transporte de energía eléctrica es la parte del sistema de suministro eléctrico constituida por los elementos necesarios para llevar hasta los puntos de consumo y a través de grandes distancias, la energía eléctrica generada en las centrales eléctricas.
Para ello, los niveles de energía eléctrica producidos deben ser transformados, elevándose su nivel de tensión. Esto se hace considerando que para un determinado nivel de potencia a transmitir, al elevar la tensión se reduce la corriente que circulará, reduciéndose las pérdidas por Efecto Joule. Con este fin se emplazan subestaciones elevadoras en las cuales dicha transformación se efectúa empleando transformadores, o bien autotransformadores. De esta manera, una red de transmisión emplea usualmente voltajes del orden de 220 kV y superiores, denominados alta tensión, de 400 o de 500 kV.

## Descripción general
Parte de la red de transporte de energía eléctrica son las llamadas líneas de transporte.
Una línea de transporte de energía eléctrica o línea de alta tensión es básicamente el medio físico mediante el cual se realiza la transmisión de la energía eléctrica a grandes distancias. Está constituida tanto por el elemento conductor, usualmente cables de acero, cobre o aluminio, como por sus elementos de soporte, las torres de alta tensión.
Generalmente se dice que los conductores «tienen vida propia» debido a que están sujetos a tracciones causadas por la combinación de agentes como el viento, la temperatura del conductor, la temperatura del viento, etc.
Existen una gran variedad de torres de transmisión como son conocidas, entre ellas las más importantes y más usadas son las torres de amarre, la cual debe ser mucho más fuertes para soportar las grandes tracciones generadas por los elementos antes mencionados, usadas generalmente cuando es necesario dar un giro con un ángulo determinado para cruzar carreteras, evitar obstáculos, así como también cuando es necesario elevar la línea para subir un cerro o pasar por debajo/encima de una línea existente.
Existen también las llamadas torres de suspensión, las cuales no deben soportar peso alguno más que el del propio conductor. Este tipo de torres son usadas para llevar al conductor de un sitio a otro, tomando en cuenta que sea una línea recta, que no se encuentren cruces de líneas u obstáculos.
La capacidad de la línea de transmisión afecta al tamaño de estas estructuras principales. Por ejemplo, la estructura de la torre varía directamente según el voltaje requerido y la capacidad de la línea. Las torres pueden ser postes simples de madera para las líneas de transmisión pequeñas hasta 46 kilovoltios (kV). Se emplean estructuras de postes de madera en forma de H, para las líneas de 69 a 231 kV. Se utilizan estructuras de acero independientes, de circuito simple, para las líneas de 161 kV o más. Es posible tener líneas de transmisión de hasta 1.000 kV.
Al estar estas formadas por estructuras hechas de perfiles de acero, como medio de sustentación del conductor se emplean aisladores de disco o aisladores poliméricos y herrajes para soportarlos.

## Control
Para garantizar un funcionamiento seguro y predecible, los componentes del sistema de transmisión se controlan con generadores, interruptores, disyuntores y cargas. El voltaje, la potencia, la frecuencia, el factor de carga y la fiabilidad del sistema de transmisión están diseñados para ofrecer un rendimiento rentable a los clientes.

### Equilibrio de la carga
El sistema de transmisión prevé una capacidad de carga base y de carga máxima, con márgenes de seguridad y tolerancia a los fallos. Los tiempos de carga máxima varían según la región, en gran medida debido a la combinación de industrias. En los climas muy cálidos y muy fríos, las cargas de aire acondicionado y calefacción de los hogares influyen en la carga total. Suelen ser más altas a última hora de la tarde en la parte más calurosa del año y a media mañana y media tarde en la parte más fría del año. Esto hace que las necesidades de energía varíen según la estación y la hora del día. Los diseños de los sistemas de distribución siempre tienen en cuenta la carga base y la carga máxima.
El sistema de transmisión no suele tener una gran capacidad de amortiguación para adaptar las cargas a la generación. Por lo tanto, la generación debe ajustarse a la carga para evitar fallos de sobrecarga en los equipos de generación.
Pueden conectarse múltiples fuentes y cargas al sistema de transmisión y deben ser controladas para proporcionar una transferencia ordenada de energía. En la generación de energía centralizada, sólo es necesario el control local de la generación, que implica la sincronización de las unidades de generación, para evitar grandes transitorios y condiciones de sobrecarga.
En la generación distribuida de energía, los generadores están distribuidos geográficamente y el proceso para ponerlos en línea y fuera de línea debe ser cuidadosamente controlado. Las señales de control de carga pueden enviarse por líneas separadas o por las propias líneas eléctricas. La tensión y la frecuencia pueden utilizarse como mecanismos de señalización para equilibrar las cargas.
En la señalización de la tensión, la variación de ésta se utiliza para aumentar la generación. La potencia añadida por cualquier sistema aumenta a medida que disminuye la tensión de la línea. Esta regulación es, en principio, estable. La regulación basada en la tensión es compleja de utilizar en las redes de malla, ya que habría que reconfigurar los componentes individuales y los puntos de ajuste cada vez que se añade un nuevo generador a la malla.
En la señalización de frecuencia, las unidades generadoras se ajustan a la frecuencia del sistema de transmisión de energía. En el control de velocidad por inclinación, si la frecuencia disminuye, la potencia aumenta. (La caída de la frecuencia de la línea es una indicación de que el aumento de la carga hace que los generadores disminuyan la velocidad).
Los aerogeneradores, los Vehicle-to-grid (V2G), y otros sistemas de almacenamiento y generación distribuidos localmente pueden conectarse a la red eléctrica e interactuar con ella para mejorar el funcionamiento del sistema. A nivel internacional, la tendencia ha sido pasar lentamente de un sistema eléctrico fuertemente centralizado a un sistema eléctrico descentralizado. El principal atractivo de los sistemas de generación distribuida localmente, que implican una serie de soluciones nuevas e innovadoras, es que reducen las pérdidas de transmisión al llevar el consumo de electricidad más cerca de donde se ha producido.

### Protección contra fallos
En condiciones de exceso de carga, el sistema puede diseñarse para fallar de forma gradual y no de golpe. La caída de tensión se produce cuando la potencia de suministro cae por debajo de la demanda. Los apagones se producen cuando el suministro falla por completo.
Los Rolling blackouts (también llamados load shedding) son cortes de energía eléctrica intencionados, utilizados para distribuir una potencia insuficiente cuando la demanda de electricidad supera la oferta.

## Equilibrio entre producción y consumo

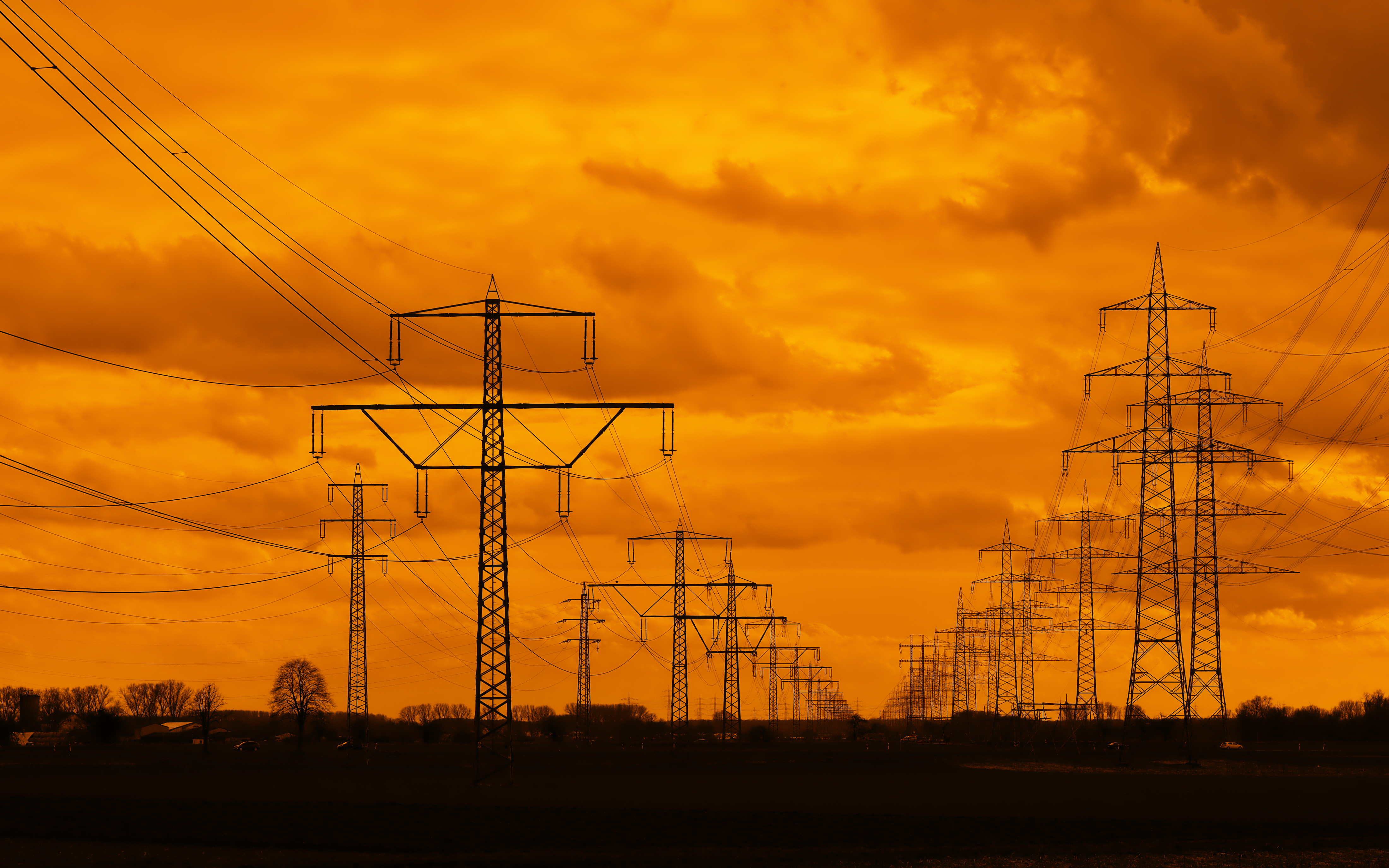
Nord-Süd-Leitung en Alemania, primera línea de 220 kV en Europa

La electricidad es una de las pocas energías que no es posible almacenar a gran escala (excepto los sistemas de baterías o las presas hidráulicas que pueden ser consideradas reservas electromecánicas de energía de baja inercia). Por ello los operadores de red deben de garantizar el equilibrio entre la oferta y la demanda en permanencia. Si se produce un desequilibrio entre oferta y demanda, se pueden provocar dos fenómenos negativos:
En el caso en que el consumo supera la producción, se corre el riesgo de «apagón» por la rápida pérdida de sincronismo de los alternadores, mientras que en el caso de que la producción sea superior al consumo, también puede provocarse un “apagón” por la aceleración de los generadores que producen la electricidad.
Esta situación es típica de las redes eléctricas insulares donde la sobre-producción eólica conlleva a veces la aparición de frecuencias “altas” en las redes.
Las interconexiones entre los países pueden repartir mejor el riesgo de apagones en los territorios interconectados, al ser estos solidarios entre sí en la gestión del equilibrio entre la oferta y la demanda.
La aparición masiva de redes de generación distribuida también conduce a tener en cuenta este balance global de las redes, especialmente en cuestiones en tensión. La aparición de redes inteligentes deben contribuir al equilibrio general de la red de transporte (frecuencia y tensión), con el equilibrio las redes locales de distribución. Para ello los operadores europeos reflexionan sobre las soluciones técnicas pertinentes teniendo en cuenta la evolución de los modos de generación, hoy por hoy muy centralizados (hidroeléctrica, térmicas o nucleares), pero que podrían llegar a ser mucho más descentralizados en un futuro cercano (energía eólica o solar fotovoltaica).
Mientras que una distribuidora gestiona los redes de distribución, una comercializadora compra la electricidad en el mercado mayorista para venderla a consumidores que no quieren o no pueden contratar directamente con los generadores.

## Impacto ambiental
El impacto ambiental potencial de líneas de transmisión de energía eléctrica incluyen la red de transporte de energía eléctrica, el derecho de vía, las playas de distribución, las subestaciones y los caminos de acceso o mantenimiento. Las estructuras principales de la línea de transmisión son la línea misma, los conductores, las torres y los soportes.
Las líneas de transmisión pueden tener pocos, o cientos de kilómetros de longitud. El derecho de vía donde se construye la línea de transmisión puede variar de 20 a 500 metros de ancho, o más, dependiendo del tamaño de la línea, y el número de líneas de transmisión. Las líneas de transmisión son, principalmente, sistemas terrestres y pueden pasar sobre los humedales, arroyos, ríos y cerca de las orillas de los lagos, bahías, etc. Son técnicamente factibles, pero muy costosas, las líneas de transmisión subterráneas.
Las líneas de transmisión eléctrica son instalaciones lineales que afectan los recursos naturales y socioculturales. Los efectos de las líneas cortas son locales; sin embargo, las más largas pueden tener efectos regionales. En general, mientras más larga sea la línea, mayores serán los impactos ambientales sobre los recursos naturales, sociales y culturales. Como se tratan de instalaciones lineales, los impactos de las líneas de transmisión ocurren, principalmente, dentro o cerca del derecho de vía. Cuando es mayor el voltaje de la línea, se aumenta la magnitud e importancia de los impactos, y se necesitan estructuras de soporte y derechos de vía cada vez más grandes. Se aumentan también los impactos operacionales. Por ejemplo, los efectos del campo electromagnético (EMF) son mucho mayores para las líneas de 1.000 kV, que para las de 69 kV.
Los impactos ambientales negativos de las líneas de transmisión son causados por la construcción, operación y mantenimiento de las mismas. Las causas principales de los impactos que se relacionan con la construcción del sistema incluyen las siguientes:
- El desbroce de la vegetación de los sitios y los derechos de vía; y,
- La construcción de los caminos de acceso, los cimientos de las torres y las subestaciones.

La operación y mantenimiento de la línea de transmisión incluye el control químico o mecánico de la vegetación dentro del derecho de vía y, de vez en cuando, la reparación y mantenimiento de la línea. Estas actividades, más la presencia física de la línea misma, pueden causar impactos ambientales.
En el lado positivo, al manejarlos adecuadamente, los derechos de vía de las líneas de transmisión pueden ser beneficiosos para la fauna. Las áreas desbrozadas pueden proporcionar sitios de reproducción y alimentación para las aves y los mamíferos. El efecto de "margen" está bien documentado en la literatura biológica; se trata del aumento de diversidad que resulta del contacto entre el derecho de vía y la vegetación existente. Las líneas y las estructuras pueden albergar los nidos y servir como perchas para muchas aves, especialmente las de rapiña.

### Efectos sobre la fauna
Las líneas eléctricas pueden dar lugar a la electrocución tanto de aves como de mamíferos, cuando éstos tocan dos conductores o un conductor y parte del apoyo. El grupo más afectado son las aves, de las que mueren miles anualmente al posarse sobre los apoyos. Entre las aves, las más afectadas son las rapaces, ya que suelen posarse sobre los apoyos para utilizarlos como oteaderos para acechar a sus presas.
El diseño de los apoyos, la orografía del terreno, la meteorología o el hábitat, son algunos de los factores que condicionan la peligrosidad de las líneas. Aumentar la separación entre los conductores o entre conductores y la cruceta son algunas de las medidas que permiten disminuir el riesgo de electrocución. También, forrar los conductores con materiales aislantes y resistentes a la intemperie en las zonas de mayor riesgo de contacto.
Además de por electrocución, las líneas de transporte de electricidad también causan accidentes a las aves por colisión con los conductores. Este problema es especialmente grave en zonas con nieblas frecuentes, ya que con la niebla las aves no ven los cables del tendido y es más fácil que choquen con ellos. Se pueden colocar distintos dispositivos para aumentar la visibilidad de los cables, tales como espirales de polipropileno, bolas de distintos materiales, lazos, piezas reflectantes, etc.

### Efectos sobre el uso de la tierra
El mayor impacto de las líneas de transmisión de energía eléctrica se produce en los recursos terrestres. Se requiere un derecho de vía exclusivo para la línea de transmisión de energía eléctrica. Normalmente, no se prohíbe el pastoreo o uso agrícola en los derechos de vía, pero, en general, los otros usos son incompatibles. Si bien no son muy anchos los derechos de vía, pueden interrumpir o fragmentar el uso establecido de la tierra en toda su extensión. Las líneas de transmisión largas afectarán áreas más grandes y causarán impactos más significativos.
Las líneas de transmisión pueden abrir las tierras más remotas para las actividades humanas como colonización, agricultura, cacería, recreación, etc. La ocupación de espacio reservado al derecho de vía puede provocar la pérdida o fragmentación del hábitat, o la vegetación que encuentra en su camino. Estos efectos pueden ser importantes si se afectan las áreas naturales, como humedales o tierras silvestres, o si las tierras recién accesibles son el hogar de los pueblos indígenas.

### Desbroce y control de la vegetación en los derechos de vía

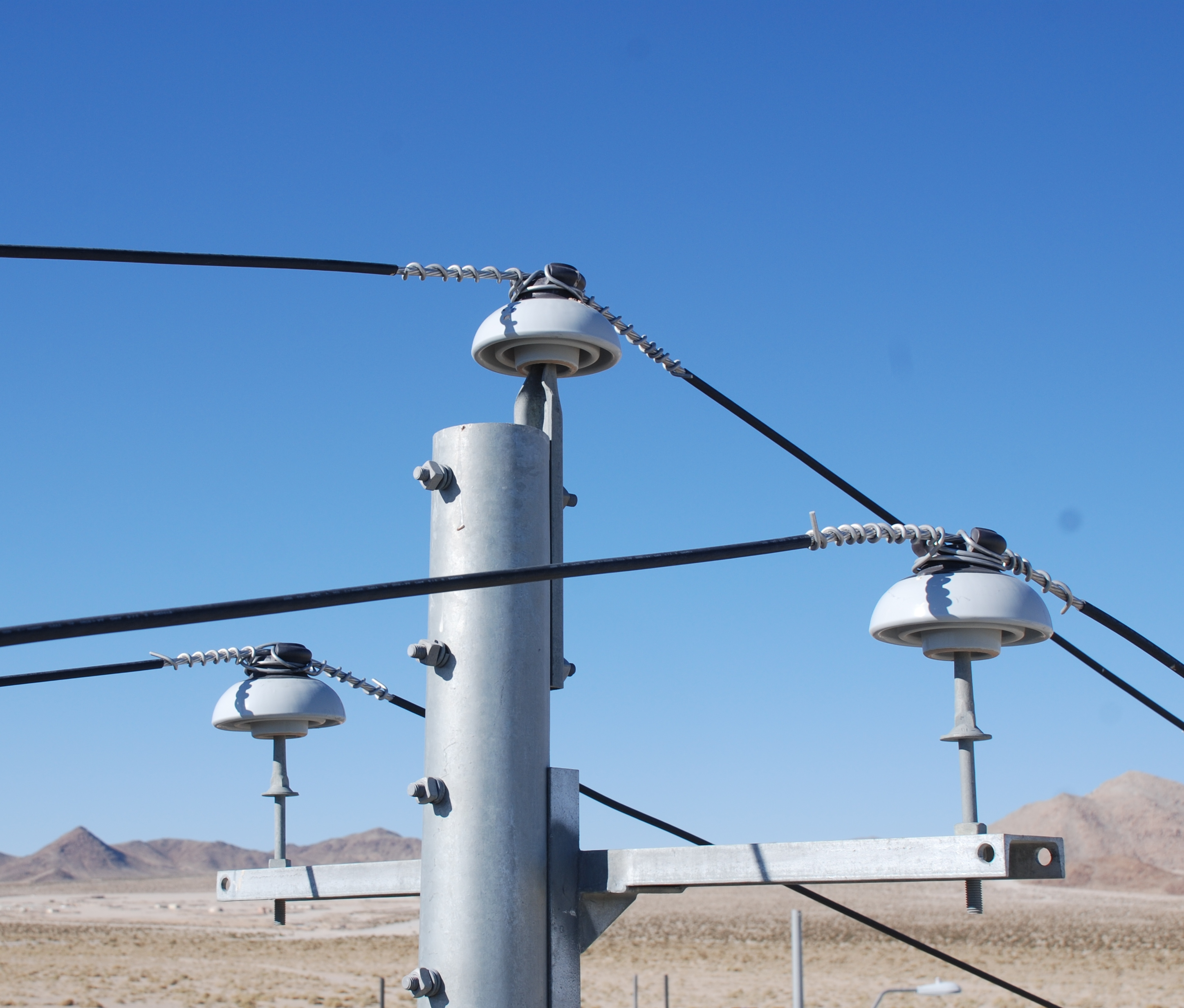
Vista en detalle de los aislantes de cerámica usados en las líneas de alta tensión.

Hay una variedad de técnicas para limpiar la vegetación del derecho de vía y controlar la cantidad y tipo de la nueva vegetación. Desde el punto de vista ambiental, el desbroce selectivo utilizando medios mecánicos o herbicidas es preferible y debe ser analizado en las evaluaciones ambientales del proyecto.
Se debe evitar el rociado aéreo de herbicidas porque no es selectivo e introduce grandes cantidades de productos químicos no naturales al medio ambiente, y además es una técnica de aplicación imprecisa y puede contaminar las aguas superficiales y las cadenas alimenticias terrestres, y eliminar las especies deseables y envenenar la fauna.

### Riesgos para la salud y la seguridad
Al colocar líneas bajas o ubicarlas próximas a áreas con las actividades humanas (p.e., carreteras, edificios) se incrementa el riesgo de electrocución. Normalmente, las normas técnicas reducen este peligro. Las torres y las líneas de transmisión pueden interrumpir la trayectoria de vuelo de los aviones cerca de los aeropuertos y poner en peligro las naves que vuelan muy bajo, especialmente, las que se emplean para actividades agrícolas.
Las líneas de transmisión de energía eléctrica crean campos electromagnéticos. Se disminuye la potencia de los campos, tanto eléctricos, como magnéticos, con el aumento de la distancia de las Líneas de transmisión. La comunidad científica no ha llegado a ningún consenso en cuanto a las respuestas biológicas específicas a la fuerza electromagnética, pero resultados emergentes en comunidades anexas a esta influencia física, sugieren que hay antecedentes fundamentados de riesgos para la salud, asociados a algunos tipos de cáncer.
Se han promulgado normas en varios estados de los Estados Unidos que reglamentan la fuerza electromagnética que está asociada con las líneas de transmisión de alto voltaje.
Si bien, existe gente que argumenta que las líneas de alta tensión pudiesen afectar el medioambiente y a la gente que vive cerca de las líneas de transmisión, lo cierto es que dicha contaminación electromagnética se ve aplacada por los beneficios económicos de transportar la potencia a una tensión elevada. Existen países en los cuales se subsidia a la gente que vive bajo o en las inmediaciones de las líneas de alta tensión, bajo el supuesto que los tejidos orgánicos pudiesen ser perjudicados por los campos electromagnéticos provocados.

### Desarrollo inducido
Dependiendo de su ubicación, las líneas de transmisión pueden inducir desarrollo en los derechos de vía o junto a estos, o en las tierras que se han vuelto más accesibles. En los lugares donde la vivienda sea escasa, los derechos de vía, a menudo, son sitios atractivos para construir viviendas informales, y esto, a su vez, causa otros impactos ambientales y sobrecarga la infraestructura y servicios públicos locales.[cita requerida]